# كاستلروث
كاستلروث هي بلدية (بلدية) في جنوب تيرول في شمال إيطاليا وتبعد ما يقارب 20 كيلومتر (12 ميل) شمال شرق مدينة بولزانو .

## جغرافية
بتاريخ 30 من نوفمبر 2010 كان عدد سكانها 6456 نسمة ومساحتها 117.8 كيلومتر مربع (45.5 ميل2) .
تقع كاستلروث على حدود القرى التالية: Barbian و كامبيتيلو دي فاسا وفولس امشليرن و لاجين و يورتيجي و وايدبروك و ريتين و سانتا كريستينا غيردينا و تييرز .

## مجتمع

### التوزيع اللغوي
وفقًا للتعداد السكاني في عام 2011 ، يتحدث 80.94٪ من السكان الألمانية و 15.37٪ لادين و 3.69٪ الإيطالية كلغة أولى.

### التطور الديموغرافي

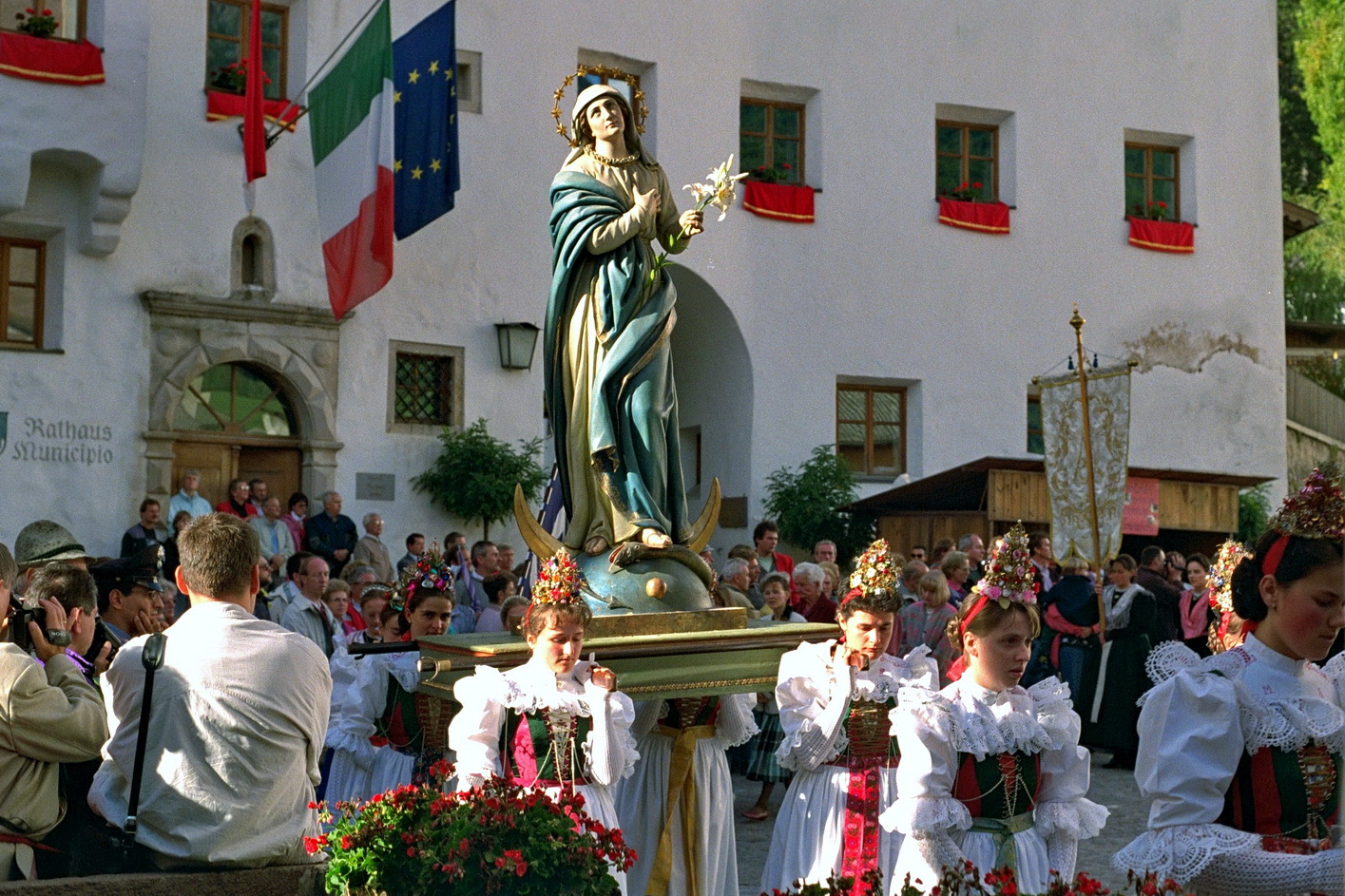
الشكر التقليدي

## مشاهير
- ليو سانتيفالر (1890-1974) ، مؤرخ [4]
- مارتينو فيل (مواليد 1939) متزلج جبال الألب الإيطالي
- نوربرت ريير (مواليد 1960) ، المغني الرئيسي لـ كاستلروثر سباتزن [5]
- كريستين نوفاكوفيتش (مواليد 1964) ، مصرفي [6]
- دينيس كاربون (مواليد 1980) ، متسابق معتزل في كأس العالم للتزلج على جبال الألب
- بيتر فيل (مواليد 1982) ، متسابق كأس العالم للتزلج على جبال الألب

## روابط خارجية
- باللغة الألمانية Homepage of the municipality